# Grædemuren
Grædemuren, også kendt som Klagemuren, Vestmuren (Hebraisk: הַכּוֹתֶל הַמַּעֲרָבִי, transskription: HaKotel HaMa'aravi, direkte oversat: "den vestlige mur", ofte blot forkortet Korel eller Kosel) og Buraq-muren (Arabisk: حَائِط ٱلْبُرَاق, transskription: Ḥā'iṭ al-Burāq, direkte oversat: "Buraq-muren"), er et jødisk bedested beliggende i Jerusalems gamle bydel. Grædemuren danner den vestligste del af en gammel kalkstensmur, som i sig selv af en del af en større støttemur, der omgiver den bakke som kendes af jøder og kristne som Tempelbjerget.
Fra den plads hvor det jødiske bedestedet er beliggende, er muren sammensat af 46 lag af kalksten. Heraf er de 29 øverste lag synlige over jordniveau, mens de resterende 17 lag er placeret underjordisk. Fra bedepladsen er muren ca. 19 meter høj, mens det anslås, at muren er ca. 32 meter høj fra dets fundament (inkl. underjordiske lag). De største stenblokke, som er anvendt i de nederste lag af muren (udgør ca. halvdelen af murens samlede højde), menes at være påbegyndt af Herodes den Store (37 f.Kr. – 4 f.Kr.). De mellemstore sten, som udgør de midterste lag af muren, menes at være tilføjet i Umayyade-perioden, mens de mindste sten i de øverste lag af muren er af nyere dato (især den osmanniske periode). Muren er derfor det eneste tilbageværende levn fra Det Andet Tempel, der stod fra 515 f.Kr. til 70 e.Kr., hvor templet sammen med resten af Jerusalem blev ødelagt af romerne.
Grædemuren spiller en vigtig rolle i jødedommen på grund af dens nærhed til Tempelbjerget. Det helligste sted inden for jødedommen regnes for at være Det Allerhelligste, der var det inderste rum i Salomos Tempel og Det Andet Tempel, som var beliggende på selve Tempelbjerget. Da den formodede placering for Det Allerhelligste regnes for at have ligget bagved Grædemuren, betragtes muren i dag for at være det helligste sted, hvor jøder har tilladelse til at bede.

Navnet Grædemuren henviser til jødernes klager ved muren over templets ødelæggelse. Grædemuren kom under israelsk kontrol i 1967, da israelerne besatte området som led i Seksdagskrigen. Få dage efter besættelsen nedrev israelerne det marokkanske kvarter, en del af den gamle by, for at skabe plads, så israelske jøder kunne bede foran Grædemuren.
- Grædemuren